# 18838 Шеннон
18838 Шеннон (18838 Shannon) — астероїд головного поясу, відкритий 18 липня 1999 року.
Тіссеранів параметр щодо Юпітера — 3,295.